# William Ramsay-Maule
Pour les articles homonymes, voir Maule.
William Ramsay Maule, 1er baron Panmure (27 octobre 1771 – 13 avril 1852) est un propriétaire et un homme politique écossais.

## Biographie
Il est né William Ramsay, le fils cadet de George Ramsay et Elizabeth Glen. Son père est le fils de Jean Maule, petite-fille de George Maule, 2e comte de Panmure. Il fait ses études à l'École secondaire de Édimbourg de 1780 à 1784. À la mort de George Maule en 1782, il adopte le nom de famille Maule.
En 1782, il hérite de son grand-oncle William Maule (1er comte Panmure), et prend par licence royale de la même année, le supplément de nom et d'armes de Maule. Il a représenté le Forfarshire au Parlement, en 1796, et de nouveau entre 1805 et 1831, puis est élevé à la pairie au couronnement de Guillaume IV, en tant que baron Panmure, de Brechin et de Navar dans le comté de Forfar, en écho du titre de son grand-oncle.
Il est un mécène des artistes, commandant plusieurs peintures de Thomas Musgrave Joy et le paye pour prendre un élève.

## Famille
Il épouse Patricia Heron Gordon, le 1er décembre 1794. Ils ont eu neuf enfants, dont:
- Fox Maule-Ramsay (1801–1874), plus tard, 2e baron Panmure et 11e comte de Dalhousie.
- Lauderdale Maule (1807–1854).

Néanmoins, il se sépare de sa femme, et se querelle avec son fils aîné. Patricia est morte en 1821, et le 4 juin 1822, Maule épousa Elizabeth Barton. Grâce à cette union, il a hérité des domaines des Barnton, d’Édimbourg et a reconstruit la maison principale, Barton House avec l'aide de David Hamilton.